# 比貝倫河
46°58′11″N 7°6′28″E / 46.96972°N 7.10778°E

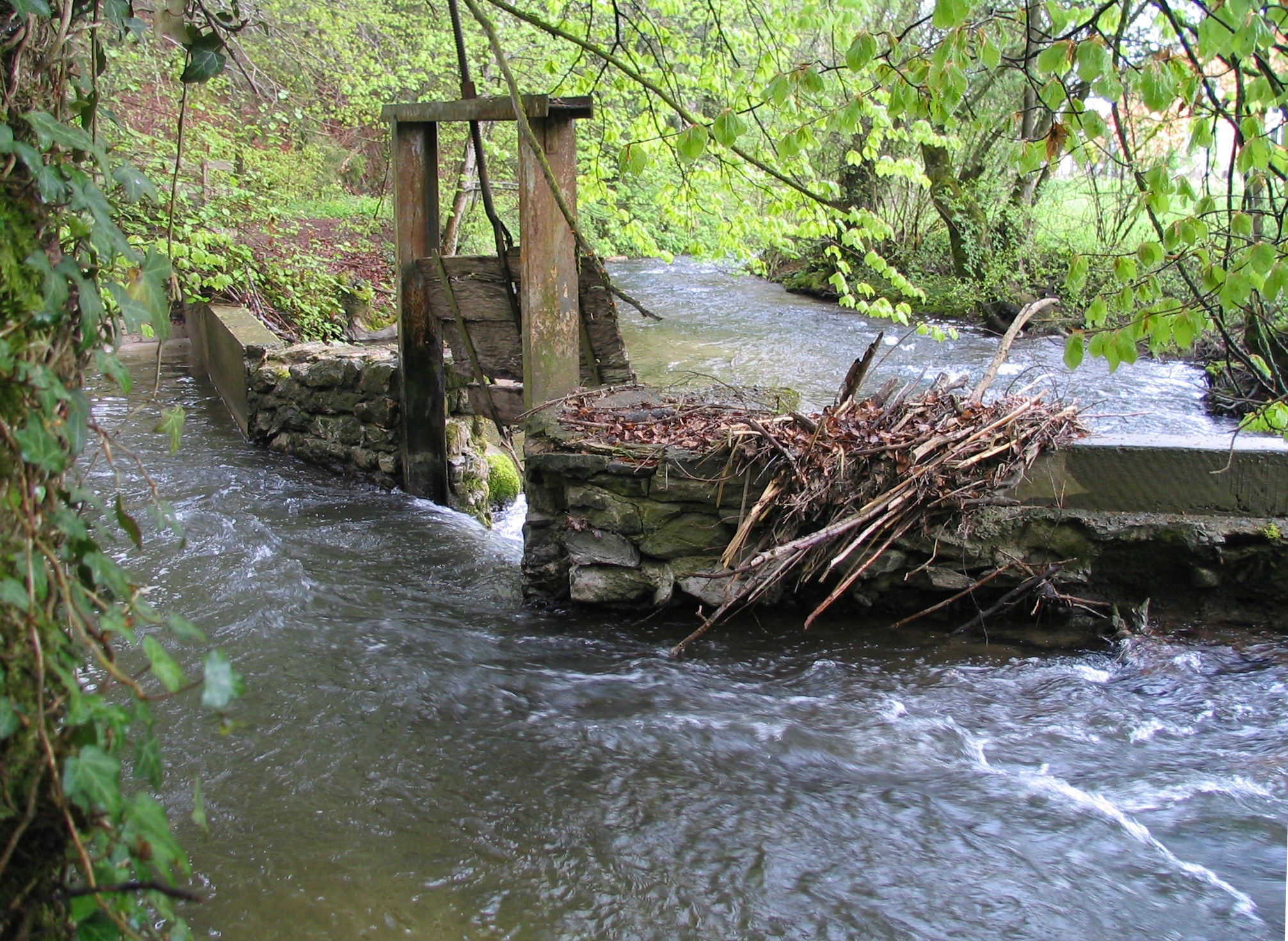

比貝倫河是瑞士的河流，位於該國西部，流經弗里堡州，屬於布羅耶河的右支流，河道全長24公里，流域面積50平方公里，發源自庫爾特潘。